# Rodolfo di Zähringen
Rodolfo di Zähringen (Balsareny, 1135 – Herdern, 5 agosto 1191) fu principe-arcivescovo di Magonza dal 1160 al 1161 e principe-vescovo di Liegi.

## Biografia
Nacque da Corrado I di Zähringen e di Clemence di Lussemburgo.
Dopo la assassinio di Arnoldo di Selenhofen, i cittadini di Magonza lo elessero arcivescovo, ma la città era stata posta sotto interdetto e l'aristocrazia e il clero erano fuggiti a Francoforte sul Meno, dove elessero invece Cristiano di Buch. Nessuna delle due elezioni venne riconosciuta dall'imperatore, Federico Barbarossa. Al Sinodo di Lodi, entrambi gli arcivescovi eletti vennero deposti e Rodolfo venne scomunicato.
Nel 1167 divenne vescovo di Liegi, una carica importante (dal punto di vista secolare) quasi quanto quella che ricopriva a Magonza. In qualità di vescovo sostenne il fratello Bertoldo IV di Zähringen. L'11 maggio 1188 prese parte con il suo esercito all'assedio di Acri. Morì sulla via del ritorno dalla Crociata, a Herdern presso Friburgo in Brisgovia, dove venne sepolto nel monastero di San Pietro.

## Ascendenza
|                          |                             |                          | Genitori                  |  |  | Nonni |  |  | Bisnonni                                  |  |  | Trisnonni                 |  |
|                          |                             |                          |                           |  |  |       |  |  | Bertoldo I di Zähringen, duca di Carinzia |  |  | Bezelino di Villingen (?) |  |
|                          |                             |                          |                           |  |  |       |  |  | Bertoldo I di Zähringen, duca di Carinzia |  |  | Bezelino di Villingen (?) |  |
|                          |                             | …                        |                           |  |  |       |  |  | Bertoldo I di Zähringen, duca di Carinzia |  |  |                           |  |
| Bertoldo II di Zähringen |                             |                          |                           |  |  |       |  |  | Bertoldo I di Zähringen, duca di Carinzia |  |  |                           |  |
|                          |                             | Richwara di Carinzia     | …                         |  |  |       |  |  |                                           |  |  |                           |  |
|                          |                             | Richwara di Carinzia     | …                         |  |  |       |  |  |                                           |  |  |                           |  |
|                          |                             | Richwara di Carinzia     | …                         |  |  |       |  |  |                                           |  |  |                           |  |
| Corrado I di Zähringen   |                             | Richwara di Carinzia     |                           |  |  |       |  |  |                                           |  |  |                           |  |
|                          |                             | Rodolfo di Svevia        | Kuno di Rheinfelden       |  |  |       |  |  |                                           |  |  |                           |  |
|                          |                             | Rodolfo di Svevia        | Kuno di Rheinfelden       |  |  |       |  |  |                                           |  |  |                           |  |
|                          |                             | Rodolfo di Svevia        | …                         |  |  |       |  |  |                                           |  |  |                           |  |
| Agnese di Rheinfelden    |                             | Rodolfo di Svevia        |                           |  |  |       |  |  |                                           |  |  |                           |  |
|                          |                             | Adelaide di Savoia       | Oddone di Savoia          |  |  |       |  |  |                                           |  |  |                           |  |
|                          |                             | Adelaide di Savoia       | Oddone di Savoia          |  |  |       |  |  |                                           |  |  |                           |  |
|                          |                             | Adelaide di Savoia       | Adelaide di Susa          |  |  |       |  |  |                                           |  |  |                           |  |
| Rodolfo di Zähringen     |                             | Adelaide di Savoia       |                           |  |  |       |  |  |                                           |  |  |                           |  |
|                          | Alberto III, conte di Namur | Alberto II di Namur      |                           |  |  |       |  |  |                                           |  |  |                           |  |
|                          | Alberto III, conte di Namur | Alberto II di Namur      |                           |  |  |       |  |  |                                           |  |  |                           |  |
|                          | Alberto III, conte di Namur | Regelinda di Lotaringia  |                           |  |  |       |  |  |                                           |  |  |                           |  |
| Goffredo I di Namur      | Alberto III, conte di Namur |                          |                           |  |  |       |  |  |                                           |  |  |                           |  |
|                          |                             | Ida di Sassonia          | Bernardo II di Sassonia   |  |  |       |  |  |                                           |  |  |                           |  |
|                          |                             | Ida di Sassonia          | Bernardo II di Sassonia   |  |  |       |  |  |                                           |  |  |                           |  |
|                          |                             | Ida di Sassonia          | Eilika di Schweinfurt     |  |  |       |  |  |                                           |  |  |                           |  |
| Clemenza di Namur        |                             | Ida di Sassonia          |                           |  |  |       |  |  |                                           |  |  |                           |  |
|                          |                             | Corrado I di Lussemburgo | Giselberto di Lussemburgo |  |  |       |  |  |                                           |  |  |                           |  |
|                          |                             | Corrado I di Lussemburgo | Giselberto di Lussemburgo |  |  |       |  |  |                                           |  |  |                           |  |
|                          |                             | Corrado I di Lussemburgo | …                         |  |  |       |  |  |                                           |  |  |                           |  |
| Ermesinde di Lussemburgo |                             | Corrado I di Lussemburgo |                           |  |  |       |  |  |                                           |  |  |                           |  |
|                          |                             | Clemenza d'Aquitania     | Guglielmo VII d'Aquitania |  |  |       |  |  |                                           |  |  |                           |  |
|                          |                             | Clemenza d'Aquitania     | Guglielmo VII d'Aquitania |  |  |       |  |  |                                           |  |  |                           |  |
|                          |                             | Clemenza d'Aquitania     | Ermesinda di Lotaringia   |  |  |       |  |  |                                           |  |  |                           |  |
|                          |                             | Clemenza d'Aquitania     |                           |  |  |       |  |  |                                           |  |  |                           |  |